# 아르카디 로텐베르크
아르카디 로마노비치 로텐베르크(러시아어: Аркадий Романович Ротенберг, 1951년 12월 15일 ~ )는 러시아의 억만장자 사업가이자, 과두정치인이다. 그의 형제 보리스 로텐베르크와 함께 그는 러시아 최대의 가스 파이프라인 및 전력 공급 라인 건설 회사인 스트로이가스몬타스(Stroygazmontazh, SGM 그룹)의 공동 소유주였다.
2021년 포브스는 로텐베르크의 재산을 19억 달러로 추산했다. 그는 블라디미르 푸틴 대통령의 절친한 소꿉친구이자, 비즈니스 파트너이다. 로텐베르크는 수익성 있는 국가 후원 건설 프로젝트와 송유관을 통해 억만장자가 되었다. 판도라 페이퍼스 유출은 로텐베르크가 러시아 정치 및 경제 엘리트를 위한 정교한 해외 부의 네트워크를 촉진하고 유지하는 것과 관련이 있다.
2014년부터 러시아의 크림반도 합병 이후 아르카디 로텐베르크는 미국 정부의 제재를 받았다.

## 생애
로텐베르크는 유대인 가계이다. 그는 1951년 레닌그라드(현재의 상트페테르부르크)에서 태어났는데 그의 아버지 로만은 가족이 공동 아파트에 살지 않도록 하기 위해 레드돈(Red Dawn) 전화 공장의 관리직에서 일했다. 1963년 그가 12살이었을 때 로텐베르크와 블라디미르 푸틴은 둘 다 아나톨리 라흘린의 삼보 클럽에 합류했다.
1978년에 로텐베르크는 레스고프트 국립 체육, 스포츠 및 보건 대학을 졸업하고 유도 트레이너가 되었다. 1990년대 푸틴이 러시아로 돌아온 후, 로텐베르그는 일주일에 여러 번 그와 함께 훈련을 받았다. 1990년대에 로텐베르크와 핀란드로 이주한 그의 형제 보리스는 석유 제품을 거래했다. 푸틴이 부시장이 되었을 때, 로텐베르크는 겐나디 팀첸코로부터 자금을 확보하여 프로 유도 클럽인 야바라-네바를 설립했다. 이후 구단이 유럽 유도 선수권 대회에서 9회 우승한 후 4명의 올림픽 챔피언을 훈련시켰고, 1,000석 규모의 경기장과 요트 클럽을 포함하여 국가에서 1억 8,000만 달러를 지원하는 새로운 시설을 받았다.
2000년 러시아 대통령 이된 푸틴은 러시아 보드카 시장의 30%를 장악하고 있는 국영기업 로스피르트프롬을 만들고, 로텐베르크가 장악했다. 2001년 로텐베르크와 그의 형제는 SMP 은행(러시아어: банк «Северный морской путь» )을 설립했다. 이 은행은 러시아 40개 도시에 100개 이상의 지점이 있으며, 그중 절반 이상이 모스크바 지역에 있다. SMP는 900대 이상의 ATM 기계의 작동을 감독한다. SMP 은행은 또한 선도적인 대구경 가스 파이프 공급업체가 되었다.
가스프롬은 종종 로텐베르크에 부풀려진 가격을 지불한 것으로 보이다. 2007년 가스프롬은 350마일 파이프라인을 건설하려는 이전 계획을 거부하고, 대신 로텐베르크에 보통 비용의 300%인 450억 달러를 지불하여 북극권까지 1,500마일 파이프라인을 건설했다. 2008년 로텐베르크는 가스프롬에서 3억 4,800만 달러에 인수한 5개 회사와 함께 스트로이가스몬타스(SGM)를 설립했다. 이듬해 회사는 20억 달러 이상의 수익을 올렸다. 로텐베르크는 이후 가스프롬의 대구경 파이프의 90%를 공급하고 업계 평균의 두 배인 30%의 이윤으로 운영되는 북유럽 파이프 프로젝트를 인수했다. 2013년 가스프롬은 크라스노다르 파이프라인에 대한 로텐베르크의 계약을 45% 늘린 후 불가리아 세그먼트가 취소된 후에도 1년 동안 계속 지불했다.
2004년 5월 20일부터 2012년까지 러시아 연방 교통부 장관으로 재직한 동안 이고리 레비틴은 2010년에 아르카디 로텐베르크의 회사(Mostotrest)가 러시아 연방 고속도로에 유료 도로를 건설할 것이라고 약속했다.
로텐베르크는 하키클럽 다이나모 모스크바의 회장이다. 2013년 국제유도연맹 위원이 되었다. 2014년 소치 동계 올림픽을 준비하면서 로텐버그는 평균 비용의 300%에 드는 20억 달러 규모의 해안 고속도로와 수중 가스 파이프라인을 포함하여 70억 달러 규모의 계약을 체결했다.
로텐베르크는 파나마 페이퍼스에서 명명되었다. 유출된 법률 문서에 따르면 로텐베르크는 2013년에 영국령 버진 아일랜드의 한 회사에 2억 3,100만 달러를 대출했다.
2013년에 로텐베르크는 한때 소련 최대 교과서 공급업체였던 프러스시니어 출판사(Просвещение, 계몽사)의 회장이 되었다. 프러스시니어가 2011년에 민간 기업이된 후, 러시아 연방 정부는 해당 부문에 몇 가지 변화를 주기 시작했다. 2013년에는 모든 교과서를 점검하기 위해 교육부가 내부협의회를 구성했다. 프러스시니어의 경쟁사 책 중 상당수가 이 새로운 평가를 통과하지 못하여 2014년 러시아 연방의 새 교과서 계약의 약 70%를 프러스시니어가 수주했다.
2015년 아르카디 로텐베르크는 가스프롬 드릴링(Bureniye)의 최대 79%, 도로 건설 회사 모스토트레스트의 28%, 저지섬에 기반을 둔 TPS 부동산 홀딩스의 33.3%를 포함하여 다수의 자산을 그의 아들 이고리 로텐베르크에게 매각했다. 알렉산더 포노마렌코와 알렉산드르 스코로보고고는 TPC 부동산 홀딩스의 66.6%를 소유하고 있다.
아르카디 로텐베르크가 미국의 제재 목록에 오른 후 이러한 조치를 취했다고 보고되었다.

## 제재

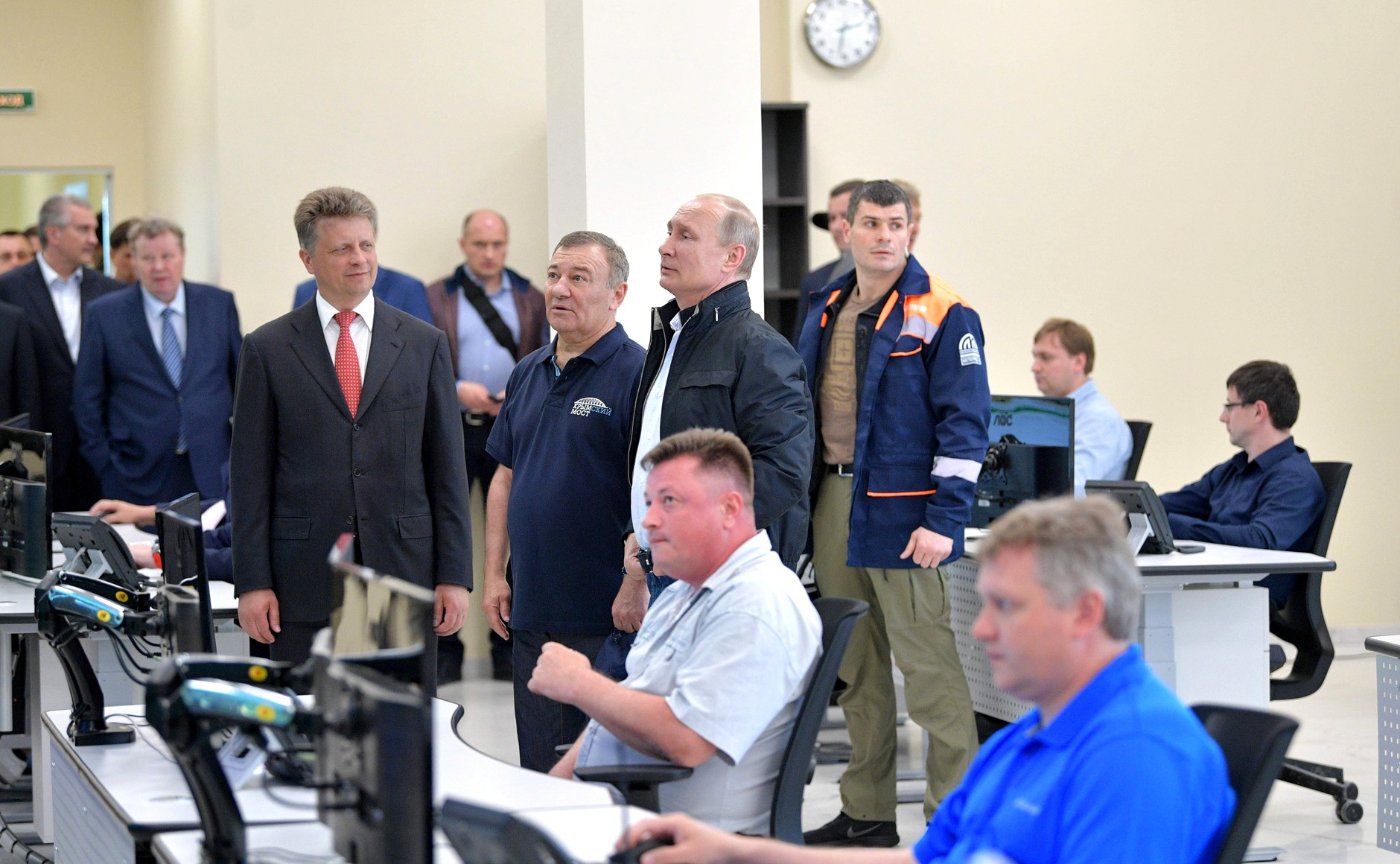
크림 대교 개통식의 아르카디 로텐베르크, 2018년 5월 15일

러시아 연방이 크림반도를 병합한 결과, 당시 미국 대통령인 버락 오바마는 세르게이 이바노프와 겐나디 팀첸코를 포함한 푸틴 대통령의 친한 친구인 로텐베르그 형제와 다른 친우들을 제재하도록 정부에 지시하는 행정 명령에 서명했다. 이 사람들은 특별 지정 국민 목록에 등재 되었다.
제재의 결과 비자와 마스터카드는 SMP 은행 서비스를 중단했다. 2014년 9월, 이탈리아는 사르데냐와 타르퀴니아에 있는 빌라 4개와 로마에 있는 호텔을 포함하여 3천만 유로의 로텐베르그 부동산을 압수했다. 미국은 아르카디와 이고리 로텐베르크 부자를 러시아 과두정치인의 블랙리스트에 추가하여 같은 해에 6천 5백만 달러에 자산을 동결했다. 2016년 11월, 유럽 연합 일반 법원은 러시아에 대한 제재와 2014년 7월 30일에 발효된 아르카디 자금의 동결을 확인했지만, 2015년 3월 유럽 평의회에서 추가한 새로운 자산으로 제한된다.
2014년 9월, 노바야 가제타는 안나 폴릿콥스카야와 알렉세이 나발니에 대한 저널리즘 조사를 발표하여 아르카디의 아들인 이고리 로텐베르크가 바두스(Vaduz)에 등록된 사회를 통해 몬테아르젠타리오 부동산을 비밀리에 통제했다고 밝혔다.
러시아 국가 두마는 승인된 러시아인이 국가로부터 보상을 받을 수 있도록 하는 로텐베르그법으로 알려진 법안을 제안했지만, 거부되었다.
로텐베르그는 2017년 도널드 트럼프 대통령이 서명한 제재를 통한 미국의 적대국 대응법(Counting America's Adversaries Through Sanctions Act, CAATSA)에 이름이 붙은 많은 러시아 "과두정치가" 중 한 명이다.
2022년 3월 3일, 미국은 2022년 러시아의 우크라이나 침공으로 인해 로텐베르그와 그의 아들, 딸의 비자를 제한하고 자산을 동결했다.

## 재산
로텐베르크의 개인 자산은 2021년 7월에 29억 달러로 추산되었다. 그는 2009년 봄바디어 글로벌 5000(등록된 M-BRRB)을 소유하고 있었지만, 그에게 부과된 제재로 인해 매각해야 했다. 그는 Rahil이라는 2011 베네티 65미터 요트를 소유하고 있다. 요트는 7개의 선실에 10명의 손님을 수용할 수 있다.

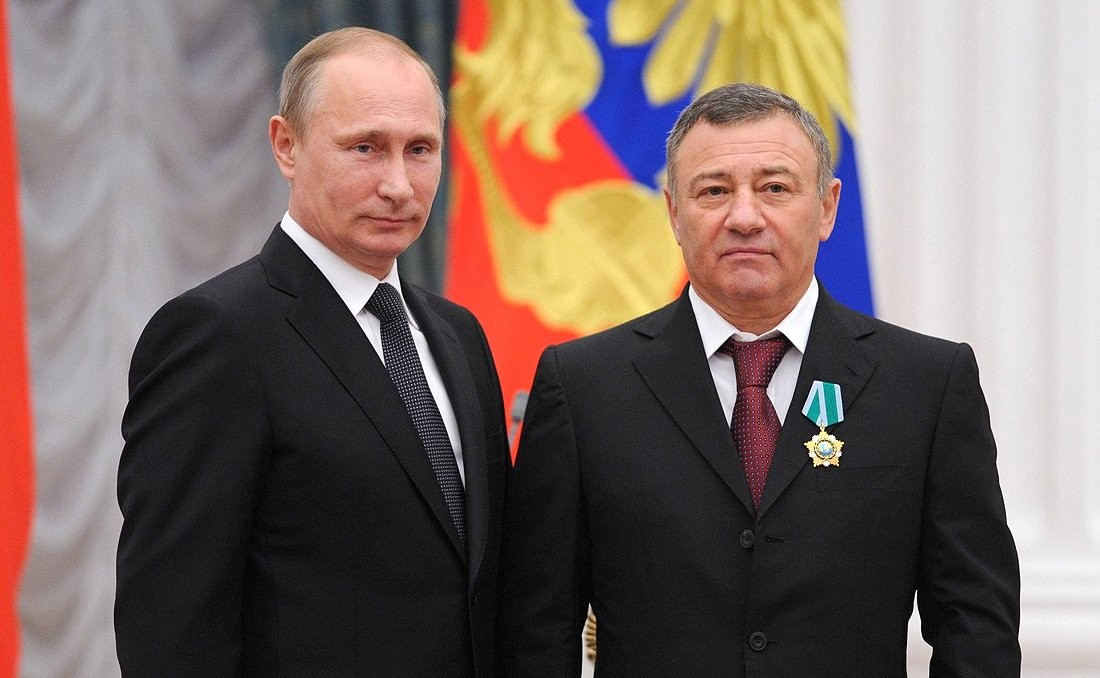
블라디미르 푸틴과 로텐베르크가 우정훈장을 수여하는 장면. 모스크바, 크렘린. 2012년 10월 29일

## 사생활
2005년에 로텐베르크는 약 30세 연하의 두 번째 아내 나탈리야 로텐베르크와 결혼했다. 그들의 두 자녀인 바르바라와 아르카디는 나탈리야와 함께 영국에서 살고 있다. 그들은 2015년 영국에서 이혼했다. 이혼에 대한 재정적 세부 사항은 비공개이지만 계약에는 3,500만 파운드의 서리 맨션과 런던의 800만 파운드 아파트 사용 분할이 포함된다. 부부의 변호사는 영국 언론이 이혼에 대해 보도하지 못하도록 하는 비밀유지 명령을 받았지만, 항소심에서 명령이 뒤집혔다.
그의 큰 세 자녀는 러시아의 억만장자 사업가인 이고리(러시아어 : Игорь Аркадьевич, 1974년 9월 9일 출생), 릴리야(러시아어 : Лилия Аркадьевна, 1978년 4월 17일 출생)로 2014년부터 의사로 활동하고 있다. 독일에 거주하며, TPS Nedvizhimost (러시아 모스크바, 소치, 크라스노다르, 노보시비르스크 및 우크라이나 키예프의 오션 플라자에 쇼핑몰 및 엔터테인먼트 단지를 소유한 투자 그룹), 그리고 경쟁적인 하키 선수인 아들 파울(러시아어 : Павел Аркадьевич, 2000년 2월 29일 출생). BBC에 따르면 아르카디 로텐베르크는 대통령의 비평가들이 주장한 것처럼 자신이 블라디미르 푸틴 대통령이 아니라 호화로운 흑해 저택인 푸틴 궁전의 소유자라고 말했다.